# 藤原雅正
藤原 雅正（ふじわら の まさただ）は、平安時代中期の貴族・歌人。藤原北家良門流、中納言・藤原兼輔の長男。官位は従五位下・周防守。

## 経歴
刑部大輔や豊前守・周防守などの受領を歴任したが、位階は従五位下に留まった。村上朝の応和元年（961年）周防守在任中に頓死したとされる。
父・兼輔とともに紀貫之との親交で知られている他、伊勢・大輔とも交流があった。『後撰和歌集』に和歌作品が7首採録されている他、藤原基俊撰集の『新撰朗詠集』にも採録されている。

## 官歴
- 時期不詳：刑部大輔。豊前守[2]
- 応和元年（961年）10月16日：故人、見周防守[3]

## 系譜
- 父：藤原兼輔
- 母：未詳
- 正室：藤原定方の娘
  - 男子：藤原為頼（939?-998）
  - 男子：藤原為長（943?-986）
  - 男子：藤原為時（949?-1029?）[注釈 1]
- 生母未詳の子女
  - 女子：平維将室[注釈 2]